# Nicolás Ulloa Soto
Nicolás Ulloa Soto (Heredia, Costa Rica, 21 de julio de 1799-24 de mayo de 1864) fue un político y empresario costarricense. Fue diputado,senador y presidente de la Asamblea Legislativa de Costa Rica.

## Datos personales
Nació en Heredia (Costa Rica), el 21 de julio de 1799 y fue bautizado con el nombre de José Nicolás. 
Sus padres fueron el presbítero Félix Antonio de Alvarado y Salmón-Pacheco (fallecido en 1820) y María de las Mercedes Ulloa y Soto (1778-1805). Tuvo una hermana llamada María Ulloa Soto. Ambos hermanos usaron solamente el apellido de su madre en razón de su origen paterno.
Casó en Heredia en septiembre de 1824, con Florencia Solares y Sandoval, con la cual tuvo los siguientes hijos: Nicolás Anselmo, Juan José, Tranquilino Agustín, Félix Pedro, Teodora Florencia, Florencia, Alejandro de Jesús, Ildefonsa de los Dolores, José María, Jesús, Sara Ramona, Matilde Rosaura (casada con Joaquín Lizano Gutiérrez), Mercedes y Casimira Ulloa Solares.

## Estudios y actividades privadas
Inicio estudios sacerdotales en León, Nicaragua, pero no llegó a ordenarse. Posteriormente se dedicó al comercio, la minería y la agricultura. Fue un activo hombre de empresa y llegó a ser uno de los principales cafetaleros y comerciantes de Costa Rica.

## Actividades políticas
Fue Diputado por Heredia de 1832 a 1834. Fue candidato a la Jefatura del Estado en 1833, con el apoyo de grupos conservadores de Cartago y Heredia. Presidió la Asamblea Legislativa de 1833 a 1834.

## Jefe de Estado electo
El 6 de marzo de 1835 fue elegido como jefe de Estado para concluir el período de José Rafael de Gallegos y Alvarado, pero renunció sin haber tomado posesión, con base en una ley que permitía excusarse del ejercicio de cargos públicos a quienes tuviesen menos de cuatro años de laborar en actividades mineras. La renuncia le fue admitida el 10 de marzo de 1835.

## Dictador de la Liga
En octubre de 1835 participó en la segunda guerra civil de Costa Rica, conocida como Guerra de la Liga. El 18 de ese mes, Nicolás Ulloa Soto fue designado como Dictador de la Liga por los rebeldes, que trataban de derrocar al gobierno de Braulio Carrillo Colina y que tenían bajo su autoridad las poblaciones de Heredia (entonces capital de Costa Rica), Alajuela, Barba y Esparza y el puerto de Puntarenas, así como la ruta al Pacífico y la sierra minera del Aguacate.
El 24 de octubre mantuvo una reunión en Tibás con delegados del gobierno de Carrillo, para tratar de poner fin al conflicto, y se suscribió un convenio de paz, pero éste no fue ratificado por los demás caudillos de la Liga y la guerra continuó. La rebelión fue derrotada definitivamente el 28 de octubre, cuando las poblaciones de Heredia y Alajuela cayeron en poder de Carrillo. Nicolás Ulloa Soto logró abandonar Heredia antes de la entrada de las tropas gubernamentales, y durante algunos días se mantuvo oculto, pero finalmente descartó la posibilidad de exiliarse y se entregó a las autoridades. Como consecuencia de su participación en la sedición se le impuso una cuantiosa multa y fue confinado durante un corto período en la sierra del Aguacate, donde poseía varias minas.

## Cargos posteriores
Representó a Heredia en la Cámara Consultiva de 1841 a 1842. En agosto de 1842 fue designado como presidente de la Corte Suprema de Justicia de Costa Rica, pero declinó el cargo. De 1845 a 1847 fue senador y de 1848 a 1849 diputado.

## Fallecimiento
Murió en Heredia, Costa Rica, el 24 de mayo de 1864.